# UMF Sindri
UMF Sindri (beter bekend als Sindri) is een IJslandse voetbalclub uit Höfn in het zuidoosten van het land. De club werd in 1934 opgericht en speelt de wedstrijden in het Sindravellir. De club speelt in de amateurreeksen. 